# غارب الثوعة (أفلح اليمن)

تعديل مصدري - تعديل

غارب الثوعة هي إحدى قرى عزلة الجوان والقطابية بمديرية أفلح اليمن التابعة لمحافظة حجة، بلغ تعداد سكانها 155 نسمة حسب تعداد اليمن لعام 2004.